# Эду, Морис
Эду́ Мори́с Эду́ — младший (англ. Edu Maurice Edu, Jr.; 18 апреля 1986, Фонтана, Калифорния, США) — американский футболист, центральный полузащитник. Выступал за национальную сборную своей страны.
Карьера Мориса началась в клубе североамериканской MLS «Торонто». Первый же сезон в составе «красных» принёс ему награду «Новичка года» в MLS. В то же время Эду привлёк внимание тренеров национальной сборной США и ряда европейских коллективов. В августе 2008 года Морис перебрался в шотландский клуб «Рейнджерс», сумма трансфера составила 2,6 миллиона фунтов стерлингов. На арене «Айброкс» американец провёл четыре сезона. Летом 2012 года хавбек был вынужден покинуть «Рейнджерс» из-за финансовых проблем клуба. В августе того же года Эду на правах свободного агента присоединился к английскому «Сток Сити». Завершил карьеру в клубе «Филадельфия Юнион».
За национальную сборную США Эду провёл 46 матчей, забил один гол. Участник Олимпийских игр 2008 и чемпионата мира 2010. Серебряный призёр Золотого кубка КОНКАКАФ 2011.

## Ранние годы
Эду родился 18 апреля 1986 года в калифорнийском городе Фонтана. Отец будущего футболиста, Морис-старший, нигериец по национальности, был школьным учителем математики, мать, Молли — учитель химии. Именно отец привил Морису любовь к футболу. У Мориса есть брат Регги (тренер молодёжного футбольного клуба «Ньюкасл Юнайтед» в Калифорнии) и три сестры — Уго, Име и Молли.

## Клубная карьера

### Допрофессиональная карьера
Эду учился в старшей школе Этиванда, Калифорния, выступал за школьную футбольную команду. За три сезона Эду забил 35 голов и отдал 33 голевых передачи, будучи лучшим бомбардиром команды во всех трёх сезонах. Эду был капитаном команды в течение двух сезонов.
В 2004 году Морис поступил в Мэрилендский университет, где начал выступать за «Мэриленд Тэррапинс» — футбольную команду этого учебного заведения. На первом курсе футболист получил разрыв мениска, из-за чего пропустил десять игр. Тем не менее в команде он проявил себя с самой лучшей стороны, сразу же став объектом интереса со стороны профессиональных североамериканских клубов. За три года, проведённых в составе «Мэриленда», сыграл 55 матчей, забил 10 голов. В 2005 году помог команде своего учебного заведения победить в студенческом чемпионате.
В 2006 году Эду принял решение покинуть университет на год раньше, чтобы принять участие в драфте MLS 2007 и начать профессиональную карьеру. Тренер университетской команды Сашо Чировски поддержал решение своего воспитанника. В том же 2006 году Морис вошёл в символическую сборную студенческого чемпионата.

### «Торонто»
В 2007 году Эду был выбран под общим первым номером на драфте MLS канадским клубом «Торонто».
25 апреля того же года в поединке против «Канзас-Сити Уизардс» состоялся дебют Мориса в первом составе «красных». 12 мая, поразив ворота клуба «Чикаго Файр», Эду забил свой первый гол в профессиональной карьере. Всего в дебютном сезоне в MLS молодой игрок провёл 25 игр, забил четыре гола. 7 ноября Эду был удостоен звания «Лучшего новичка года» путём голосования среди игроков, главных тренеров и журналистов североамериканской лиги.

### «Рейнджерс»
В августе 2008 года «Торонто» и шотландский клуб «Рейнджерс» договорились о переезде Мориса в стан «джерс», сумма сделки составила 2,6 миллиона фунтов стерлингов. 16 августа Эду прибыл в Глазго для согласования условий личного контракта. На следующий день все формальности были улажены, и американец подписал с «Рейнджерс» пятилетний контракт о сотрудничестве. 22 августа после получения разрешения на работу в Соединённом Королевстве Морис стал полноценным игроком «джерс».
13 сентября Эду дебютировал в Шотландии в поединке, где его новая команда переиграла «Килмарнок» со счётом 2:1 благодаря дублю Криса Бойда. 8 апреля 2009 года американец открыл счёт своим голам в Британии, забив мяч в ворота «Сент-Миррена». Спустя 11 дней во встрече с «Хибернианом» Эду отличился вновь, причём его точный удар оказался победным для «джерс». До конца сезона Морис регулярно появлялся в основном составе «Рейнджерс»; в частности, 9 мая он принял участие в матче против принципиального соперника «джерс» — «Селтика», встреча с которым закончилась выигрышем команды Эду со счётом 1:0. Тем не менее, получив тяжёлую травму колена (разрыв крестообразных связок) на тренировке, американец выбыл на полгода и не смог сыграть в победном для глазговцев финале Кубка Шотландии сезона 2008/09.
В октябре, после матча Лиги Европы «Рейнджерс» с румынской «Унирей», в котором Эду не принимал участия, полузащитник подвергся расистским оскорблениям со стороны двух фанатов «джерс». После этого пресс-служба «джерс» выступила с официальным осуждением данного инцидента, назвав поведение болельщиков «идиотским и отвратительным».
Свой первый матч после восстановления от повреждения Морис сыграл 27 декабря 2009 года, выйдя на замену вместо Кайла Лафферти на 74-й минуте поединка «Рейнджерс» против «Хиберниана». Однако, проведя после этого всего ещё три встречи, американец вновь оказался вне игры, повредив лодыжку. 28 февраля 2010 года Эду забил победный гол «Селтику» в дерби «Old Firm». 21 марта Морис поучаствовал в победной для «Рейнджерс» финальной игре Кубка лиги, где глазговцы оказались сильнее «Сент-Миррена». В своём втором футбольном сезоне в Шотландии полузащитник вновь стал чемпионом страны.

В сезоне 2010/11 Морис дебютировал в еврокубковых турнирах. Дебютом для полузащитника стал гостевой матч Лиги чемпионов, в котором «джерс» встречались с английским «Манчестер Юнайтед» (0:0). 20 октября 2010 года Эду впервые отметился забитым голом в еврокубковом матче — откликнувшись на подачу с углового своего одноклубника Владимира Вайсса, американец ударом головой поразил ворота испанской «Валенсии». Примечательно, что Морис в этой же встрече совершил автогол, в итоге матч завершился ничьей 1:1. После матча Эду так прокомментировал свою игру: 
Первый гол я не праздновал, так как получил от голкипера испанцев сильный удар по голове и долгое время не мог подняться с земли. Мяч же в свои ворота даже комментировать не хочется. Показалось, что, если я не помешаю, форвард «Валенсии» замкнёт навес с фланга. В итоге, поторопился и срезал снаряд в собственные ворота. Очень расстроен, так как этот удар стал роковым — несмотря на множество моментов у нас, мы не смогли их реализовать и, как результат, случилась ничья.
5 ноября 2011 года, проведя полный матч в рамках 14-го тура чемпионата Шотландии 2011/12 против «Данди Юнайтед», Эду сыграл свою сотую официальную встречу в составе «Рейнджерс».
В течение того же сезона у «джерс» были выявлены серьёзные финансовые проблемы, в результате которых с них было снято десять очков в первенстве страны и в клубе было введено внешнее управление. 14 июня 2012 года «Рейнджерс» были объявлены банкротами, и все активы глазговцев купил бизнесмен Чарльз Грин. В то же время Шотландская профессиональная футбольная ассоциация (профсоюз футболистов страны) объявила, что любые игроки «джерс» при желании имеют право стать свободными агентами без выплаты «рейнджерам» компенсации. 29 июля главный тренер «Рейнджерс» Алли Маккойст заявил, что Эду и его одноклубник Алехандро Бедойя покидают «Айброкс». Вскоре журналисты назвали новым возможным местом работы Эду английский «Ипсвич Таун», но эти слухи были опровергнуты, как «Рейнджерс», так и самим футболистом.

### «Сток Сити» и «Бурсаспор»
25 августа 2012 года Эду пополнил состав клуба английской Премьер-лиги «Сток Сити». Говоря о трансфере, Морис отметил, что осуществил «давнюю мечту, перебравшись в сильнейшую лигу мира». 7 октября американец впервые защищал цвета «гончаров» в официальном матче, выйдя на замену в поединке против «Ливерпуля».
Пробиться в основной состав «Сити» Морис сразу не смог, после чего 17 января 2013 года до конца сезона 2012/13 на правах аренды перешёл в турецкий «Бурсаспор». Через два дня Эду дебютировал в составе «крокодилов», приняв участие в матче национального первенства с «Кайсериспором». За сезон Эду провёл в клубе 13 матчей, «Бурсаспор» занял четвёртое место.

### «Филадельфия Юнион»
27 января 2014 года Эду на правах аренды с возможностью выкупа присоединился к «Филадельфия Юнион». 5 апреля он забил свой первый гол за клуб в матче против «Чикаго Файр», который завершился вничью 2:2. В финале Открытого кубка США 2014 года против «Сиэтл Саундерс» Эду открыл счёт, но в конечном итоге соперник перевёл игру в дополнительное время и выиграл 3:1.
В январе 2015 года Эду подписал с «Филадельфия Юнион» полноценный контракт. В том сезоне он стал капитаном клуба. Несмотря на то, что Эду был опорным полузащитником, в ходе сезонов 2014 и 2015 годов его часто выпускали на поле на позицию центрального защитника. Эду отдавал много точных дальних передач и демонстрировал хорошее владение мячом. В конце сентября 2015 года Эду получил травму мышц паха, которая вывела его из строя до конца сезона 2015 года.
После восстановления от травмы мышц паха Эду получил стрессовый перелом левой ноги, в результате чего не смог играть в течение всего сезона 2016 года. Несмотря на то, что из-за восстановления после травмы он не играл за первую команду в 2016 году, он трижды сыграл за фарм-клуб «Филадельфия Юнион», «Бетлехем Стил». В сезоне 2017 года Эду также провёл три матча за «Стил», но не выступал за первую команду.
Эду покинул «Филадельфия Юнион» после сезона 2017 года в связи с окончанием контракта. Он тренировался на сборах в межсезонье с «Лос-Анджелесом», но контракт так и не был согласован. В марте 2019 года, не сумев подыскать себе клуб, Эду объявил о завершении карьеры.

## Сборная США
С 2007 года Эду вызывался в составы различных сборных Соединённых Штатов.

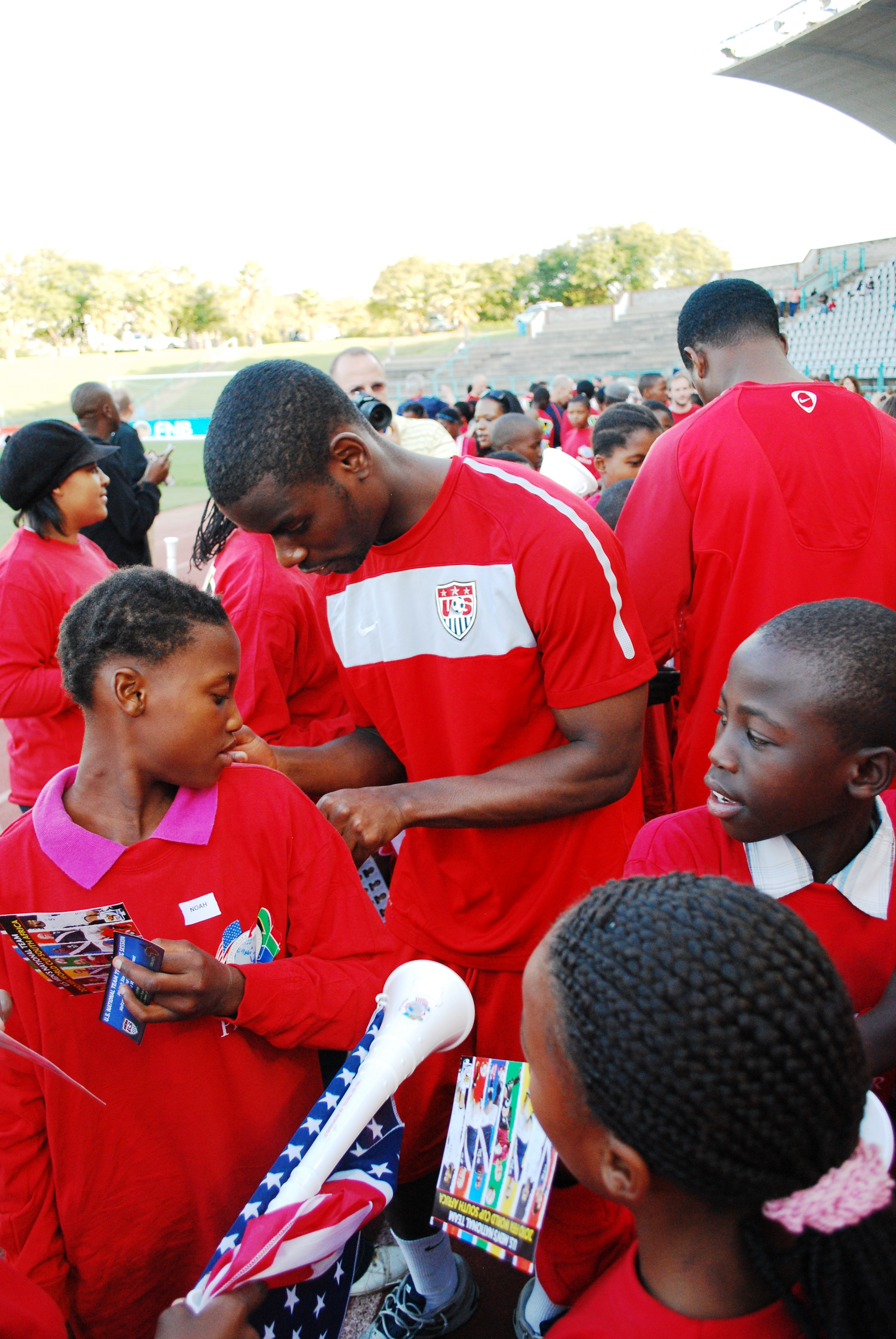
Эду раздаёт автографы в ходе подготовки сборной США к ЧМ-2010 (6 июня 2010)

Дебют Мориса в первой национальной команде состоялся 17 октября 2007 года, когда американцы в товарищеской встрече играли со швейцарцами. Месяц спустя, 17 ноября, Эду второй раз вышел на поле в звёздно-полосатой футболке сборной в гостевом выставочном матче с ЮАР. В этом поединке молодой футболист ассистировал своему партнёру по команде Стиву Черандоло, гол которого и принёс американцами победу с минимальным счётом 1:0.
Летом 2008 года Эду в составе олимпийской сборной США принял участие в футбольном турнире Олимпийских игр, где провёл все три игры американцев на этом соревновании.
12 мая 2010 года Морис был включён в число 30 футболистов, которые готовились к выступлению за национальную американскую команду на чемпионате мира в ЮАР. Вскоре, 25 мая Эду забил свой единственный гол за «звёздно-полосатую» сборную, поразив в товарищеском поединке ворота чехов. 26 мая главный тренер команды США, Боб Брэдли, назвал окончательный состав сборной на чемпионат мира 2010, в который попал и Морис.
В первом матче на этом турнире против Англии Морис на поле не появился. Во втором поединке американцев со словенцами Эду вышел на замену сразу после перерыва при счёте 2:0 в пользу футболистов с Балканского полуострова. Благодаря голам Лэндона Донована и Майкла Брэдли, к последней десятиминутке игры «Звёздно-полосатым» удалось уравнять положение — 2:2. На 86-й минуте матча Эду откликнулся на подачу со штрафного удара исполненного Лэндоном Донованом и, освободившись от словенского защитника, поразил ворота соперника. Однако главный арбитр встречи, малиец Коман Кулибали, принял спорное решение отменить мяч Мориса, тем самым фактически лишив сборную США победы в этом поединке. Американцы, заняв первое место в своей группе С, вышли в плей-офф турнира, где в 1/8 финала в дополнительное время уступили Гане — 1:2. Эду сыграл в трёх из четырёх матчах своей команды на этом мундиале.
Эду продолжал регулярно появляться в составе сборной под руководством Юргена Клинсмана в 2011—2012 годах. В 2011 году он со сборной участвовал в Золотом кубке КОНКАКАФ. Эду провёл три матча на турнире, а его команда дошла до финала, где уступила Мексике со счётом 2:4. С 2013 года Эду стал реже вызываться в команду. Свой последний матч за сборную США он сыграл 2 апреля 2014 года против Мексики, выйдя на поле на 72-й минуте. Соперники разошлись вничью 2:2.

## Стиль игры
Товарищ Эду по «Торонто» Карл Робинсон отмечал у футболиста точный пас и видение поля. Тренер «Торонто» Мо Джонстон считал, что Эду в будущем станет универсальным полузащитником, способным играть как на атаку, так и на оборону. Однако, на ранних этапах карьеры Эду из-за неопытности часто получал необязательные жёлтые и красные карточки, за что подвергался критике в том числе от тренера. На более поздних этапах карьеры сильными сторонами Эду были точные дальние передачи и хорошее владение мячом. Основным амплуа Эду была позиция опорного полузащитника, но на поздних этапах карьеры его часто выпускали на поле в центре защиты.

## Статистика

### Клубная статистика
| Клуб                         | Сезон                        | Чемпионат | Чемпионат | Кубок | Кубок | Кубок Лиги | Кубок Лиги | Международные Кубки | Международные Кубки | Итого | Итого |
| Клуб                         | Сезон                        | Игры      | Голы      | Игры  | Голы  | Игры       | Голы       | Игры                | Голы                | Игры  | Голы  |
| ---------------------------- | ---------------------------- | --------- | --------- | ----- | ----- | ---------- | ---------- | ------------------- | ------------------- | ----- | ----- |
| Торонто                      | 2007                         | 25        | 4         | —     | —     | —          | —          | —                   | —                   | 25    | 4     |
| Торонто                      | 2008                         | 13        | 1         | 3     | 1     | —          | —          | —                   | —                   | 16    | 2     |
| Всего за «Торонто»           | Всего за «Торонто»           | 38        | 5         | 3     | 1     | 0          | 0          | 0                   | 0                   | 41    | 6     |
| Рейнджерс                    | 2008/09                      | 12        | 2         | 3     | 0     | 1          | 0          | —                   | —                   | 16    | 2     |
| Рейнджерс                    | 2009/10                      | 15        | 2         | 4     | 0     | 1          | 0          | —                   | —                   | 20    | 2     |
| Рейнджерс                    | 2010/11                      | 33        | 2         | 3     | 0     | 3          | 1          | 8                   | 1                   | 47    | 4     |
| Рейнджерс                    | 2011/12                      | 36        | 3         | 2     | 0     | —          | —          | 4                   | 0                   | 42    | 3     |
| Всего за «Рейнджерс»         | Всего за «Рейнджерс»         | 96        | 9         | 12    | 0     | 5          | 1          | 12                  | 1                   | 125   | 11    |
| Сток Сити                    | 2012/13                      | 1         | 0         | —     | —     | —          | —          | —                   | —                   | 1     | 0     |
| Всего за «Сток Сити»         | Всего за «Сток Сити»         | 1         | 0         | 0     | 0     | 0          | 0          | 0                   | 0                   | 1     | 0     |
| Бурсаспор                    | 2012/13                      | 11        | 0         | 2     | 0     | —          | —          | —                   | —                   | 13    | 0     |
| Всего за «Бурсаспор»         | Всего за «Бурсаспор»         | 11        | 0         | 2     | 0     | 0          | 0          | 0                   | 0                   | 13    | 0     |
| Филадельфия Юнион            | 2014                         | 31        | 5         | 5     | 2     | —          | —          | —                   | —                   | 36    | 5     |
| Филадельфия Юнион            | 2015                         | 22        | 1         | 5     | 0     | —          | —          | —                   | —                   | 27    | 1     |
| Филадельфия Юнион            | 2016                         | 0         | 0         | 0     | 0     | —          | —          | —                   | —                   | 0     | 0     |
| Филадельфия Юнион            | 2017                         | 0         | 0         | 0     | 0     | —          | —          | —                   | —                   | 0     | 0     |
| Всего за «Филадельфия Юнион» | Всего за «Филадельфия Юнион» | 53        | 4         | 10    | 2     | 0          | 0          | 0                   | 0                   | 63    | 6     |
| Бетлехем Стил                | 2016                         | 3         | 0         | —     | —     | —          | —          | —                   | —                   | 3     | 0     |
| Бетлехем Стил                | 2017                         | 3         | 0         | —     | —     | —          | —          | —                   | —                   | 3     | 0     |
| Всего за «Бетлехем Стил»     | Всего за «Бетлехем Стил»     | 6         | 0         | 0     | 0     | 0          | 0          | 0                   | 0                   | 6     | 0     |
| Всего за карьеру             | Всего за карьеру             | 205       | 18        | 27    | 3     | 5          | 1          | 12                  | 1                   | 249   | 23    |

Источники:
- Профиль игрока (англ.) на сайте Transfermarkt
- Профиль игрока (англ.) на сайте soccerbase.com
- Профиль на сайте MLS (англ.)

### Матчи и голы за сборную США
| Матчи и голы Эду за сборную США | Матчи и голы Эду за сборную США | Матчи и голы Эду за сборную США                      | Матчи и голы Эду за сборную США | Матчи и голы Эду за сборную США | Матчи и голы Эду за сборную США | Матчи и голы Эду за сборную США                                 |
| №                               | Дата                            | Место                                                | Оппонент                        | Счёт                            | Голы Эду                        | Соревнование                                                    |
| ------------------------------- | ------------------------------- | ---------------------------------------------------- | ------------------------------- | ------------------------------- | ------------------------------- | --------------------------------------------------------------- |
| 1                               | 17 октября 2007                 | «Санкт-Якоб Парк», Базель, Швейцария                 | Швейцария                       | 1:0                             | −                               | Товарищеский матч                                               |
| 2                               | 17 ноября 2007                  | «Эллис Парк», Йоханнесбург, ЮАР                      | ЮАР                             | 1:0                             | −                               | Товарищеский матч                                               |
| 3                               | 19 января 2008                  | «Хоум Дипо Сентер», Карсон, США                      | Швеция                          | 2:0                             | −                               | Товарищеский матч                                               |
| 4                               | 6 февраля 2008                  | «Релайант Стэдиум», Хьюстон, США                     | Мексика                         | 2:2                             | −                               | Товарищеский матч                                               |
| 5                               | 28 мая 2008                     | «Уэмбли», Лондон, Англия                             | Англия                          | 0:2                             | −                               | Товарищеский матч                                               |
| 6                               | 4 июня 2008                     | «Эль Сардинеро», Сантандер, Испания                  | Испания                         | 0:1                             | −                               | Товарищеский матч                                               |
| 7                               | 8 июня 2008                     | «Джайентс Стэдиум», Ист-Ратерфорд, США               | Аргентина                       | 0:0                             | −                               | Товарищеский матч                                               |
| 8                               | 20 августа 2008                 | «Матео Флорес», Гватемала, Гватемала                 | Гватемала                       | 1:0                             | −                               | Отборочный матч чемпионата мира по футболу 2010                 |
| 9                               | 6 сентября 2008                 | «Педро Марреро», Гавана, Куба                        | Куба                            | 1:0                             | −                               | Отборочный матч чемпионата мира по футболу 2010                 |
| 10                              | 15 октября 2008                 | «Хейсли Кроуфорд», Порт-оф-Спейн, Тринидад и Тобаго  | Тринидад и Тобаго               | 1:2                             | −                               | Отборочный матч чемпионата мира по футболу 2010                 |
| 11                              | 28 марта 2009                   | «Кускатлан», Сан-Сальвадор, Сальвадор                | Сальвадор                       | 2:2                             | —                               | Отборочный матч чемпионата мира по футболу 2010                 |
| 12                              | 3 марта 2010                    | «Амстердам АренА», Амстердам, Нидерланды             | Нидерланды                      | 1:2                             | −                               | Товарищеский матч                                               |
| 13                              | 25 мая 2010                     | «Рентшлер Филд», Ист-Хартфорд, США                   | Чехия                           | 2:4                             | 1                               | Товарищеский матч                                               |
| 14                              | 18 июня 2010                    | «Эллис Парк», Йоханнесбург, ЮАР                      | Словения                        | 2:2                             | −                               | Чемпионат мира по футболу 2010 (финальные игры, групповой этап) |
| 15                              | 23 июня 2010                    | «Лофтус Версфельд», Претория, ЮАР                    | Алжир                           | 1:0                             | −                               | Чемпионат мира по футболу 2010 (финальные игры, групповой этап) |
| 16                              | 26 июня 2010                    | «Роял Бафокенг», Рустенбург, ЮАР                     | Гана                            | 1:2 (д.в.)                      | −                               | Чемпионат мира по футболу 2010 (финальные игры, 1/8 финала)     |
| 17                              | 11 августа 2010                 | «Нью Мидоулэндс Стэдиум», Ист-Ратерфорд, США         | Бразилия                        | 0:2                             | −                               | Товарищеский матч                                               |
| 18                              | 10 октября 2010                 | «Солджер Филд», Чикаго, США                          | Польша                          | 2:2                             | −                               | Товарищеский матч                                               |
| 19                              | 13 октября 2010                 | «Пи-пи-эл Парк», Честер, США                         | Колумбия                        | 0:0                             | −                               | Товарищеский матч                                               |
| 20                              | 27 марта 2011                   | «Нью Мидоулэндс Стэдиум», Ист-Ратерфорд, США         | Аргентина                       | 1:1                             | −                               | Товарищеский матч                                               |
| 21                              | 30 марта 2011                   | «Эл-пи Филд», Нашвилл, США                           | Парагвай                        | 0:1                             | −                               | Товарищеский матч                                               |
| 22                              | 5 июня 2011                     | «Джиллетт Стэдиум», Фоксборо, США                    | Испания                         | 0:4                             | −                               | Товарищеский матч                                               |
| 23                              | 8 июня 2011                     | «Форд Филд», Детройт, США                            | Канада                          | 2:0                             | −                               | Золотой кубок КОНКАКАФ 2011 (групповой этап)                    |
| 24                              | 15 июня 2011                    | «Ливстронг Спортинг Парк», Канзас-Сити, США          | Гваделупа                       | 1:0                             | −                               | Золотой кубок КОНКАКАФ 2011 (групповой этап)                    |
| 25                              | 19 июня 2011                    | «Роберт Ф. Кеннеди Мемориэл Стэдиум», Вашингтон, США | Ямайка                          | 2:0                             | −                               | Золотой кубок КОНКАКАФ 2011 (1/4 финала)                        |
| 26                              | 3 сентября 2011                 | «Хоум Дипо Сентер», Карсон, США                      | Коста-Рика                      | 0:1                             | −                               | Товарищеский матч                                               |
| 27                              | 6 сентября 2011                 | Стадион короля Бодуэна, Брюссель, Бельгия            | Бельгия                         | 0:1                             | −                               | Товарищеский матч                                               |
| 28                              | 9 октября 2011                  | «Сан Лайф-стэдиум», Майами, США                      | Гондурас                        | 1:0                             | −                               | Товарищеский матч                                               |
| 29                              | 12 октября 2011                 | «Ред Булл Арена», Харрисон, США                      | Эквадор                         | 0:1                             | −                               | Товарищеский матч                                               |
| 30                              | 11 ноября 2011                  | «Стад де Франс», Сен-Дени, Франция                   | Франция                         | 0:1                             | −                               | Товарищеский матч                                               |
| 31                              | 15 ноября 2011                  | «Стожице», Любляна, Словения                         | Словения                        | 3:2                             | −                               | Товарищеский матч                                               |
| 32                              | 29 февраля 2012                 | «Луиджи Феррарис», Генуя, Италия                     | Италия                          | 1:0                             | −                               | Товарищеский матч                                               |
| 33                              | 27 мая 2012                     | «Эвербанк Филд», Джэксонвилл, США                    | Шотландия                       | 5:1                             | −                               | Товарищеский матч                                               |
| 34                              | 31 мая 2012                     | «Федэкс Филд», Лендовер, США                         | Бразилия                        | 1:4                             | −                               | Товарищеский матч                                               |
| 35                              | 4 июня 2012                     | «Бимо Филд», Торонто, Канада                         | Канада                          | 0:0                             | −                               | Товарищеский матч                                               |
| 36                              | 9 июня 2012                     | «Реймонд Джеймс Стэдиум», Тампа, США                 | Антигуа и Барбуда               | 3:1                             | −                               | Отборочный матч чемпионата мира по футболу 2014                 |
| 37                              | 13 июня 2012                    | «Матео Флорес», Гватемала, Гватемала                 | Гватемала                       | 1:1                             | −                               | Отборочный матч чемпионата мира по футболу 2014                 |
| 38                              | 16 августа 2012                 | «Ацтека», Мехико, Мексика                            | Мексика                         | 1:0                             | −                               | Товарищеский матч                                               |
| 39                              | 8 сентября 2012                 | «Индепенденс Парк», Кингстон, Ямайка                 | Ямайка                          | 1:2                             | −                               | Отборочный матч чемпионата мира по футболу 2014                 |
| 40                              | 12 сентября 2012                | «Коламбус Крю Стэдиум», Колумбус, США                | Ямайка                          | 1:0                             | −                               | Отборочный матч чемпионата мира по футболу 2014                 |
| 41                              | 17 октября 2012                 | «Ливстронг Спортинг Парк», Канзас-Сити, США          | Гватемала                       | 3:0                             | −                               | Отборочный матч чемпионата мира по футболу 2014                 |
| 42                              | 14 ноября 2012                  | «Кубань», Краснодар, Россия                          | Россия                          | 2:2                             | −                               | Товарищеский матч                                               |
| 43                              | 6 февраля 2013                  | «Олимпико Метрополитано», Сан-Педро-Сула, Гондурас   | Гондурас                        | 1:2                             | −                               | Отборочный матч чемпионата мира по футболу 2014                 |
| 44                              | 23 марта 2013                   | «Дикс Спортинг Гудс Парк», Денвер, США               | Коста-Рика                      | 1:0                             | −                               | Отборочный матч чемпионата мира по футболу 2014                 |
| 45                              | 27 марта 2013                   | «Ацтека», Мехико, Мексика                            | Мексика                         | 0:0                             | −                               | Отборочный матч чемпионата мира по футболу 2014                 |
| 46                              | 2 апреля 2014                   | «Юниверсити оф Финикс Стэдиум», Финикс, США          | Мексика                         | 2:2                             | −                               | Товарищеский матч                                               |

Итого: 46 матчей / 1 гол; 17 побед, 13 ничьих, 16 поражений.

### Сводная статистика игр/голов за сборную
| Сборная          | Год              | Отборочные матчи ЧМ | Отборочные матчи ЧМ | Финальные матчи ЧМ | Финальные матчи ЧМ | Золотой кубок КОНКАКАФ | Золотой кубок КОНКАКАФ | Товарищеские матчи | Товарищеские матчи | Итого | Итого |
| Сборная          | Год              | Игры                | Голы                | Игры               | Голы               | Игры                   | Голы                   | Игры               | Голы               | Игры  | Голы  |
| ---------------- | ---------------- | ------------------- | ------------------- | ------------------ | ------------------ | ---------------------- | ---------------------- | ------------------ | ------------------ | ----- | ----- |
| США              | 2007             | —                   | —                   | —                  | —                  | —                      | —                      | 2                  | 0                  | 2     | 0     |
| США              | 2008             | 3                   | 0                   | —                  | —                  | —                      | —                      | 5                  | 0                  | 8     | 0     |
| США              | 2009             | 1                   | 0                   | —                  | —                  | —                      | —                      | —                  | —                  | 1     | 0     |
| США              | 2010             | —                   | —                   | 3                  | 0                  | —                      | —                      | 5                  | 1                  | 8     | 1     |
| США              | 2011             | —                   | —                   | —                  | —                  | 3                      | 0                      | 9                  | 0                  | 12    | 0     |
| США              | 2012             | 5                   | 0                   | —                  | —                  | —                      | —                      | 6                  | 0                  | 11    | 0     |
| США              | 2013             | 3                   | 0                   | —                  | —                  | —                      | —                      | —                  | —                  | 3     | 0     |
| США              | 2014             | —                   | —                   | —                  | —                  | —                      | —                      | 1                  | 0                  | 1     | 0     |
| Всего за карьеру | Всего за карьеру | 12                  | 0                   | 3                  | 0                  | 4                      | 0                      | 27                 | 1                  | 46    | 1     |

Источники:
- Профиль на сайте National Football Teams (англ.)

## Достижения

### Командные достижения

#### Любительская карьера
«Мэриленд Тэррапинс»
- Победитель чемпионата США среди студенческих команд: 2005

#### Профессиональная карьера
«Рейнджерс»
- Чемпион Шотландии (3): 2008/2009, 2009/10, 2010/11
- Обладатель Кубка Шотландии: 2008/09
- Обладатель Кубка шотландской лиги (2): 2009/10, 2010/11
- Финалист Кубка шотландской лиги: 2008/09

 Сборная США
- Серебряный призёр Золотого кубка КОНКАКАФ: 2011

### Личные достижения
- Лучший новичок года MLS: 2007

## Личная жизнь
Во время выступления за «Рейнджерс» Эду встречался с шотландской моделью Лорен Макдональд. В свободное время футболист любит слушать музыку и играть в спортивные видеоигры. У Эду заключён персональный контракт с фирмой Adidas.
Компания Electronic Arts в 2008 году сделала Эду «лицом» футбольного симулятора FIFA 09 в Северной Америке. Вместе с ним на обложке игры были изображены бразилец Роналдиньо и мексиканец Гильермо Очоа.
После окончания карьеры игрока Эду стал футбольным комментатором. Он комментирует матчи Лиги чемпионов для Turner Network Television и MLS для Fox Sports.